# Жанак Жанабатырулы
Жанак Жанабатырулы, Жанак Жанбатыров (1768, а. Кызылтау Баянаульского района Павлодарской области (прежде Баянаульский округ) — 1850, там же) — казахский акын. Из рода аргын-сюиндык-кулюк, родился у подножия горы Кызылтау. Учился у аульной муллы, затем в медресе Ургенча. Ученик акынов Котеша, Салгары. Сохранились дастан «Баянауыл» и толгау « Бекей төреге». Отрывки из «Баянауыл» включены в трилогию К.Исабаева «Серт»(Клятва).